# Franz Haag
Franz Haag (* 9. Dezember 1865 in Wien; † 29. Dezember 1925 ebenda) war ein österreichischer Bildhauer.

## Leben
Franz Haag studierte zunächst an der Wiener Kunstgewerbeschule und von 1888 bis 1897 an der Akademie der bildenden Künste ebendort. Seine Lehrer waren Edmund Hellmer und Carl Kundmann. 1896 stellte er im Wiener Künstlerhaus sein Hauptwerk, die Gruppe eines Märchenerzählers mit dem Titel Es war einmal aus. Er fertigte auch weitere Genregruppen wie die Neckerei, die Bacchantin und die Träumerei an, die sämtlich von privaten Käufern erworben wurden.
Haag stellte seine Arbeiten noch mehrere Male im Wiener Künstlerhaus, aber auch in Prag aus. Er gehörte dem Künstlerverband österreichischer Bildhauer an, der 1905 gegründet wurde. Er wohnte in Wien-Margareten. 
Er wurde am Wiener Zentralfriedhof bestattet.

## Werke (Auszug)
- Bildnisbüste Erzherzog Wilhelm, 1895, Bronze vergoldet, 53 × 32 × 82 cm, Heeresgeschichtliches Museum, Wien